# Deutsche Cadre-71/2-Meisterschaft 2001/02

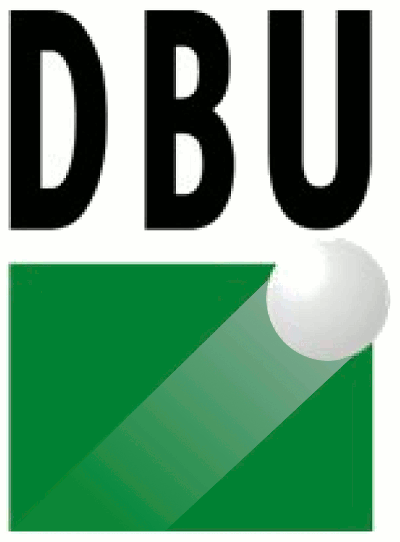
Verbandslogo: DBU

Die Deutsche Cadre-71/2-Meisterschaft 2001/02 ist eine Billard-Turnierserie und fand vom 28. bis zum 30. Oktober 2001 in Herne zum 52. Mal statt.

## Geschichte
Die Ergebnisse stammen aus eigenen Unterlagen. Ludger Havlik wurde zum ersten Mal Deutscher Meister im Cadre 71/2. Detaillierte Turnierinformationen sind nicht bekannt.

## Modus
Gespielt wurden zwei Vorrundengruppen bis 150 Punkte. Die beiden Gruppenbesten spielten dann im K.-o.-System den Sieger aus.
Die Endplatzierung ergab sich aus folgenden Kriterien:
1. Matchpunkte
2. Generaldurchschnitt (GD)
3. Bester Einzeldurchschnitt (BED)
4. Höchstserie (HS)

## Teilnehmer (alphabetisch)
1. Thomas Nockemann (DBC Bochum 1926) (Titelverteidiger)
2. Axel Büscher (Bergisch-Gladbacher BC)
3. Thorsten Frings (BC Gelsenkirchen-Feldmark 34)
4. Ludger Havlik (DBC Bochum 1926)
5. Carsten Lässig (BG Coesfeld 1966)
6. Markus Melerski (BG Bottrop 24)
7. Udo Mielke (BC Essen-Frintrop)
8. Arnd Riedel (BC Wedel 61)

## Turnierverlauf

### Gruppenphase
| MP    | Match Points (Sieger = 2; Unentschieden = 1; Verlierer = 0) |
| Pkte. | Erzielte Karambolagen                                       |
| Aufn. | Benötigte Versuche                                          |
| GD    | Generaldurchschnitt                                         |
| BED   | Bester Einzeldurchschnitt eines Spielers                    |
| HS    | Höchstserie                                                 |
|       | Bester GD des Turniers                                      |
|       | Bester ED des Turniers                                      |
|       | Beste HS des Turniers                                       |
|       | 1. Platz (Gold)                                             |
|       | 2. Platz (Silber)                                           |
|       | 3. Platz (Bronze)                                           |

| Platz | Name             | MP  | GD    | BED   | HS |
| ----- | ---------------- | --- | ----- | ----- | -- |
| 1     | Thomas Nockemann | 6:0 | 18,75 | 50,00 | 90 |
| 2     | Markus Melerski  | 4:2 | 9,72  | 12,50 | 42 |
| 3     | Arnd Riedel      | 2:4 | 9,58  | 12,50 | 61 |
| 4     | Udo Mielke       | 0:6 | 8,72  | –     | 24 |

| Platz | Name            | MP  | GD    | BED    | HS  |
| ----- | --------------- | --- | ----- | ------ | --- |
| 1     | Ludger Havlik   | 6:0 | 40,90 | 150,00 | 150 |
| 2     | Carsten Lässig  | 2:4 | 13,31 | 37,50  | 87  |
| 3     | Thorsten Frings | 2:4 | 12,50 | 11,53  | 36  |
| 4     | Axel Büscher    | 2:4 | 11,80 | 13,63  | 46  |

## Finalrunde
Legende: MP/Pkte./Aufn./ED/HS

|  | Halbfinale (150 Punkte)       | Halbfinale (150 Punkte) |                   |                     | Finale (150 Punkte) | Finale (150 Punkte) |
|  |                               |                         |                   |                     |                     |                     |
|  | Ludger Havlik                 | 2:0/150/11/13,63/56     |                   |                     |                     |                     |
|  | Markus Melerski               | 0:2/118/11/10,72/29     |                   |                     |                     |                     |
|  |                               |                         |                   |                     |                     |                     |
|  |                               |                         |                   |                     |                     |                     |
|  | Ludger Havlik                 | 2:0/150/5/30,00/54      |                   |                     |                     |                     |
|  |                               | Carsten Lässig          | 0:2/95/5/19,00/38 |                     |                     |                     |
|  |                               |                         |                   |                     |                     |                     |
|  | Spiel um Platz 3 (150 Punkte) |                         |                   |                     |                     |                     |
|  |                               |                         | Markus Melerski   | 0:2/38/4/9,50/20    |                     |                     |
|  | Thomas Nockemann              | 0:2/121/7/17,28/45      | Thomas Nockemann  | 2:0/150/4/37,50/130 |                     |                     |
|  | Carsten Lässig                | 2:0/150/7/21,42/60      |                   |                     |                     |                     |

### Abschlusstabelle
| Klassement                 | Klassement       | Klassement | Klassement | Klassement | Klassement | Klassement | Klassement | Klassement | Klassement |
| Platz                      | Name             | MP         | GD         | BED        | HS         |            |            |            |            |
| -------------------------- | ---------------- | ---------- | ---------- | ---------- | ---------- | ---------- | ---------- | ---------- | ---------- |
| 1                          | Ludger Havlik    | 10:0       | 27,77      | 150,00     | 150        |            |            |            |            |
| 2                          | Carsten Lässig   | 4:6        | 16,06      | 37,50      | 87         |            |            |            |            |
| 3                          | Thomas Nockemann | 8:2        | 20,60      | 50,00      | 130        |            |            |            |            |
| 4                          | Markus Melerski  | 4:6        | 9,92       | 12,50      | 42         |            |            |            |            |
| 5                          | Thorsten Frings  | 2:4        | 12,50      | 11,53      | 36         |            |            |            |            |
| 6                          | Arnd Riedel      | 2:4        | 9,58       | 12,50      | 61         |            |            |            |            |
| 7                          | Axel Büscher     | 2:4        | 11,80      | 13,63      | 46         |            |            |            |            |
| 8                          | Udo Mielke       | 0:6        | 8,72       | –          | 24         |            |            |            |            |
| Turnierdurchschnitt: 16,40 |                  |            |            |            |            |            |            |            |            |